# Quả văng

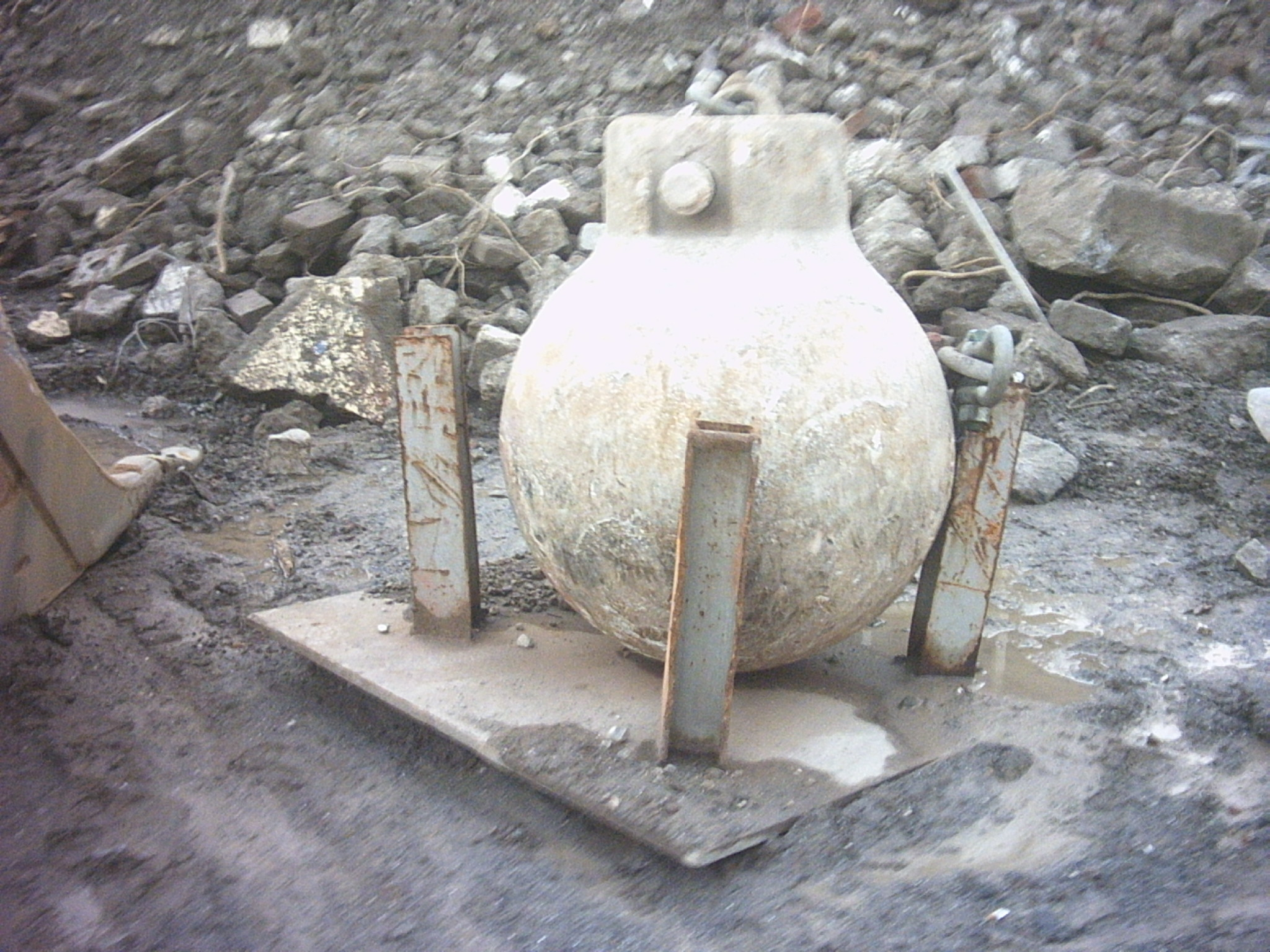
Quả văng

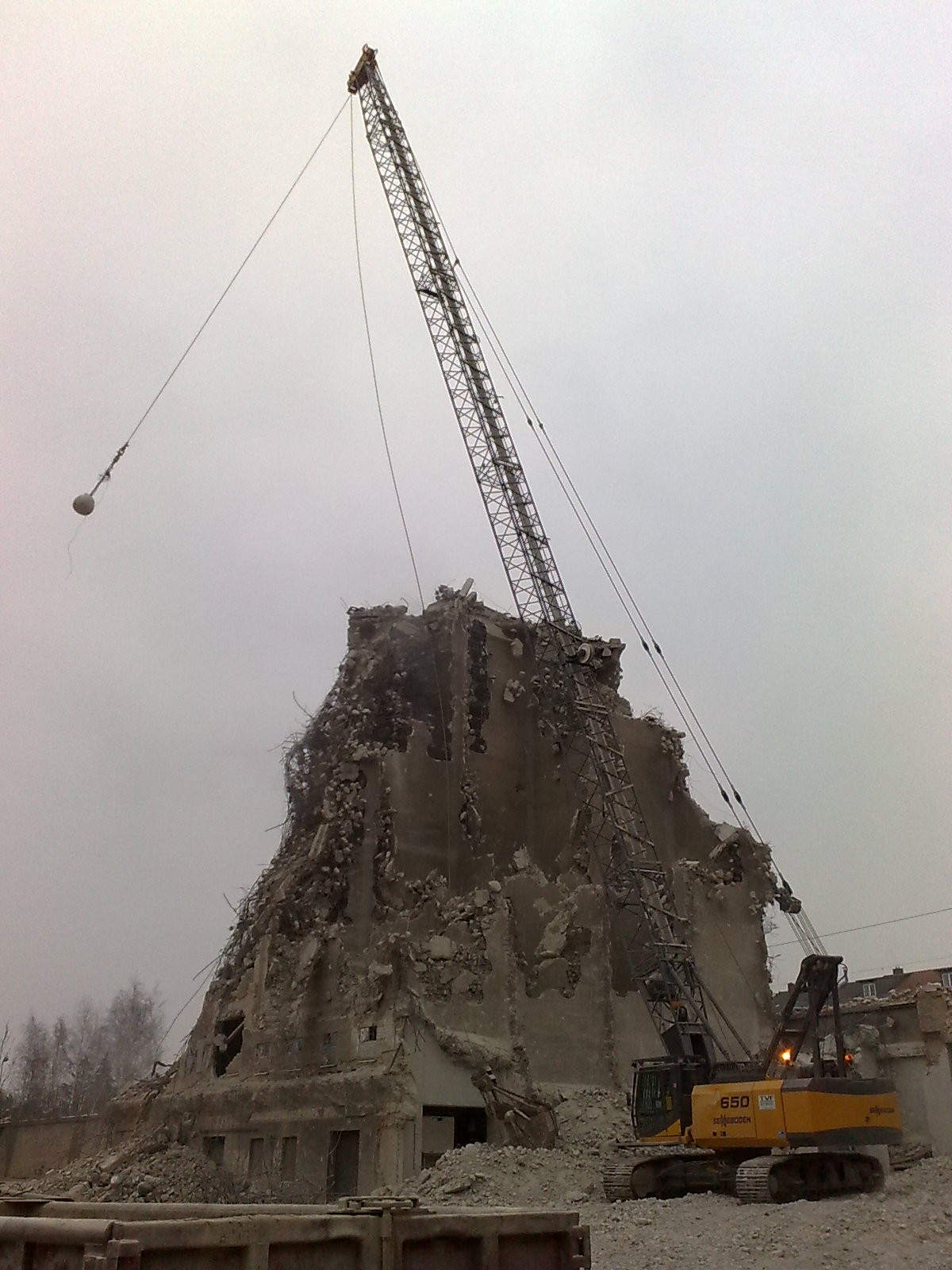
Quả văng đang hoạt động

Một quả văng hay quả bóng phá hoại là một quả bóng thép nặng, thường treo trên cần cẩu, được sử dụng để phá dỡ các tòa nhà lớn. Nó được sử dụng phổ biến nhất trong những năm 1950 và 1960. Một số công ty phá dỡ tuyên bố chính mình đã phát minh ra bóng phá hoại. Một sử dụng trước đó có ghi chép lại là trong việc phá vỡ SS Great Eastern trong 1888-1889, bởi công ty Henry Bath, tại Rock Ferry trên sông Mersey.
Năm 1999, quả văng được miêu tả là "một trong những hình thức phá dỡ thô sơ quy mô lớn phổ biến nhất."  Mặc dù bóng phá hoại vẫn là cách hiệu quả nhất để san bằng một kết cấu khung bê tông, việc sử dụng nó đang giảm dần. Với sự phát minh của máy xúc thủy lực và các máy móc khác, bóng phá hoại đã trở nên ít phổ biến tại các địa điểm phá dỡ vì hiệu quả làm việc của nó ít hơn so với các máy xúc tầm cao.

## Xây dựng và thiết kế
Bóng phá hoại hiện đại được tái định hình một chút, với quả cầu kim loại thay đổi thành một hình dạng quả lê với một phần trên đầu cắt ngang. Hình dạng này cho phép quả văng được kéo trở lại dễ dàng hơn đi qua một mái nhà hoặc một miếng bê tông sau khi nó bị phá vỡ.
Quả văng nặng khoảng từ 1.000 pound (450 kg) cho tới khoảng 12.000 pound (5.400 kg). Bóng được làm từ thép không đúc qua một khuôn trong một trạng thái nóng chảy. Nó được hình thành dưới áp suất rất cao, trong khi thép nóng đỏ (mềm nhưng không nóng chảy) để nén và để tăng cường nó.

## Dụng cụ tương tự hiện đại
Sự tiến bộ của công nghệ đã dẫn đến sự phát triển thuốc nổ, an toàn hơn mìn và hiệu quả hơn hoặc thực dụng hơn so với bóng phá hoại để phá hủy các tòa nhà. Việc sử dụng phổ biến nhất của thuốc nổ là nổ tung một tòa nhà vào bên trong, do đó hạn chế thiệt hại ra bên ngoài. Trong khi đó quả văng có nhiều khả năng gây thiệt hại tài sản bên ngoài, bởi vì khó mà hoàn toàn kiểm soát hướng văng của quả bóng.
Tuy nhiên, bóng phá hoại vẫn được sử dụng khi các phương pháp phá hủy khác không thể dùng được do vấn đề môi trường tại địa phương hoặc tòa nhà có chứa amiăng / chì.